# Cryptocellus abaporu
Espèce
Cryptocellus abaporu est une espèce de ricinules de la famille des Ricinoididae.

## Distribution
Cette espèce est endémique du Rondônia au Brésil. Elle se rencontre vers Ji-Paraná.

## Description
Le mâle holotype mesure 5,05 mm et la femelle paratype 5,15 mm.

## Étymologie
Son nom d'espèce lui a été donné en référence à la peinture Abaporu.

## Publication originale
- Bonaldo & Pinto-da-Rocha, 2003 : On a new species of Cryptocellus from the Brazilian Amazon (Arachnida, Ricinulei). Revista Iberica de Aracnologia, no 7, p. 103-108 (texte intégral).